# Schafstadel Birkenmoor

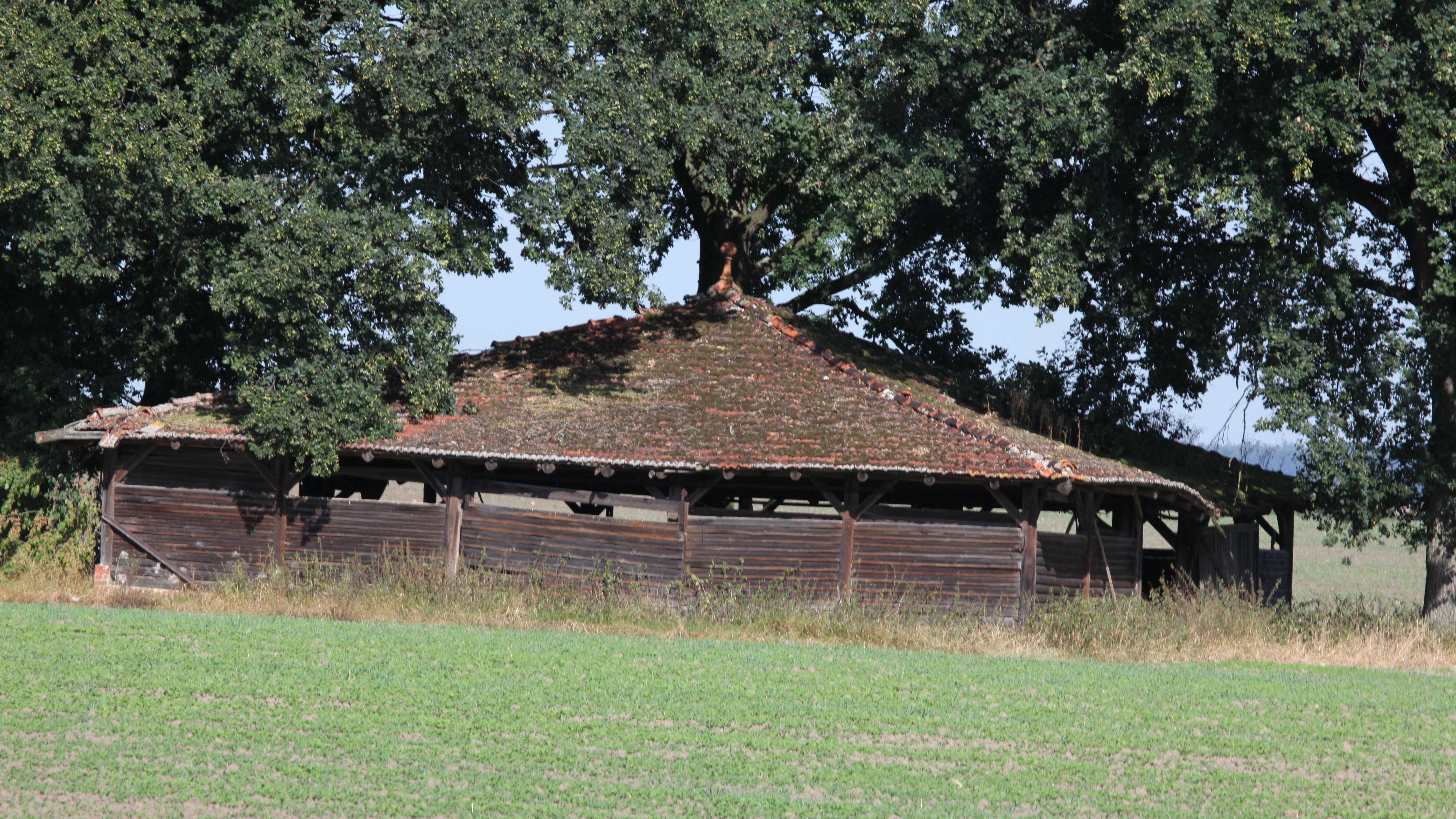
Schafstadel in Birkenmoor

Der Schafstadel in Birkenmoor, einem Ortsteil der Gemeinde Meeder im oberfränkischen Landkreis Coburg in Bayern, wurde um 1920 errichtet. Der Stadel ist ein geschütztes Baudenkmal. 
Der Stadel besteht aus einer Holzkonstruktion mit flach geneigtem Pyramidendach zwischen schattenspendenden Bäumen.